# دينغ جيان
دينغ جيان (بالصينية: 邓健) هو سباح صيني، ولد في 1989.

## وصلات خارجية
- دينغ جيان على موقع أوليمبيديا (الإنجليزية)